# Santuario della Madonna delle Grazie (Stia)
Il Santuario della Madonna delle Grazie è un edificio sacro che si trova nella località omonima, a Stia, in provincia di Arezzo.

## Storia e Descrizione
A seguito del miracolo dell'apparizione della Madonna a monna Giovanna avvenuto il 20 maggio 1428. Ben presto il luogo divenne meta di devoti e pellegrini e si decise di costruire una chiesa, che fu consacrata nel 1432. In seguito a un incendio, l'edificio fu rifatto tra il 1474 e il 1485. La chiesa con tutti gli annessi dal 1501 furono proprietà del fiorentino Ospedale di Santa Maria Nuova, finché non passarono ai Vallombrosani, che vi fondarono la cosiddetta "Vallombrosella". 
La facciata della chiesa è tutta in pietra, senza aperture, conclusa da un timpano triangolare e corredata da un portico rettangolare a una campata, sostenuto da due pilastrini. Un piccolo campanile a vela è posto sul retro. 
L'interno è a una sola navata coperta da capriate. Al primo altare a destra si trova una tavola di Paolo Schiavo con la Crocifissione tra Dolenti e Angeli concesso in deposito dagli Uffizi nel 1932. Sulla stessa parete destra è appeso un Crocifisso settecentesco, mentre alla parete sinistra è un grande affresco di ambiente ghirlandaiesco con la Madonna col Bambino tra Angeli con il donatore Antonio di Francesco Debasca, nome che si legge nell'iscrizione sottostante che riporta anche la data 1485.
La navata si apre in un  profondo coro, un sacello sontuosamente decorato attribuito a Giuliano da Maiano e impreziosito da notevoli terracotte invetriate, la prima commissione del mecenate Leonardo Buonafede, spedalingo dell'Ospedale di Santa Maria Nuova, che le ordinò nel 1500 a Benedetto Buglioni: un'Annunciazione, un'Apparizione della Vergine a monna Giovanna, i quattro Evangelisti, un fregio con cherubini, lo Stemma dell'Ospedale di Santa Maria Nuova, una piletta e il policromo Presepe. 
Contemporaneo alla chiesa è il chiostrino, a due ordini e con colonne dagli eleganti capitelli, collegate da anticheggianti architravi orizzontali.